# Euploea aërithus
Euploea aërithus är en fjärilsart som beskrevs av Hans Fruhstorfer 1910. Euploea aërithus ingår i släktet Euploea och familjen praktfjärilar. Inga underarter finns listade i Catalogue of Life.